# Ontherus carinicollis
Ontherus carinicollis är en skalbaggsart som beskrevs av Luederwaldt 1930. Ontherus carinicollis ingår i släktet Ontherus och familjen bladhorningar. Inga underarter finns listade i Catalogue of Life.